# Fredrik Ekholm
Carl Fredrik Ekholm, född 19 september 1857 i Stockholm, död 23 februari 1891 i samma stad, var en svensk arkitekt.
Efter studentexamen i Stockholm 1877 studerade Ekholm vid Kungliga Tekniska Högskolan till 1881. Han var verksam som tjänstgörande arkitekt "utom stat" (lönen betalades inte ur ordinarie budget, ordinarie stat) vid Överintendentsämbetet från 1882 och drev parallellt egen verksamhet i huvudstaden. Han uppgjorde ritningarna till ett flertal kyrkor runt om i landet så som tornet till Hömbs kyrka (1886), Marieby kyrka (1890), Stuguns nya kyrka (1890) och Valinge kyrka (1891). 1888 påbörjade han ritningsarbetet för ett nytt residens i Umeå, ett projekt som efter hans tidiga död 1891 slutfördes av kollegan Ludwig Peterson
Fredrik Ekholm ligger begravd på Norra begravningsplatsen i Stockholm.

## Bilder av verk i urval

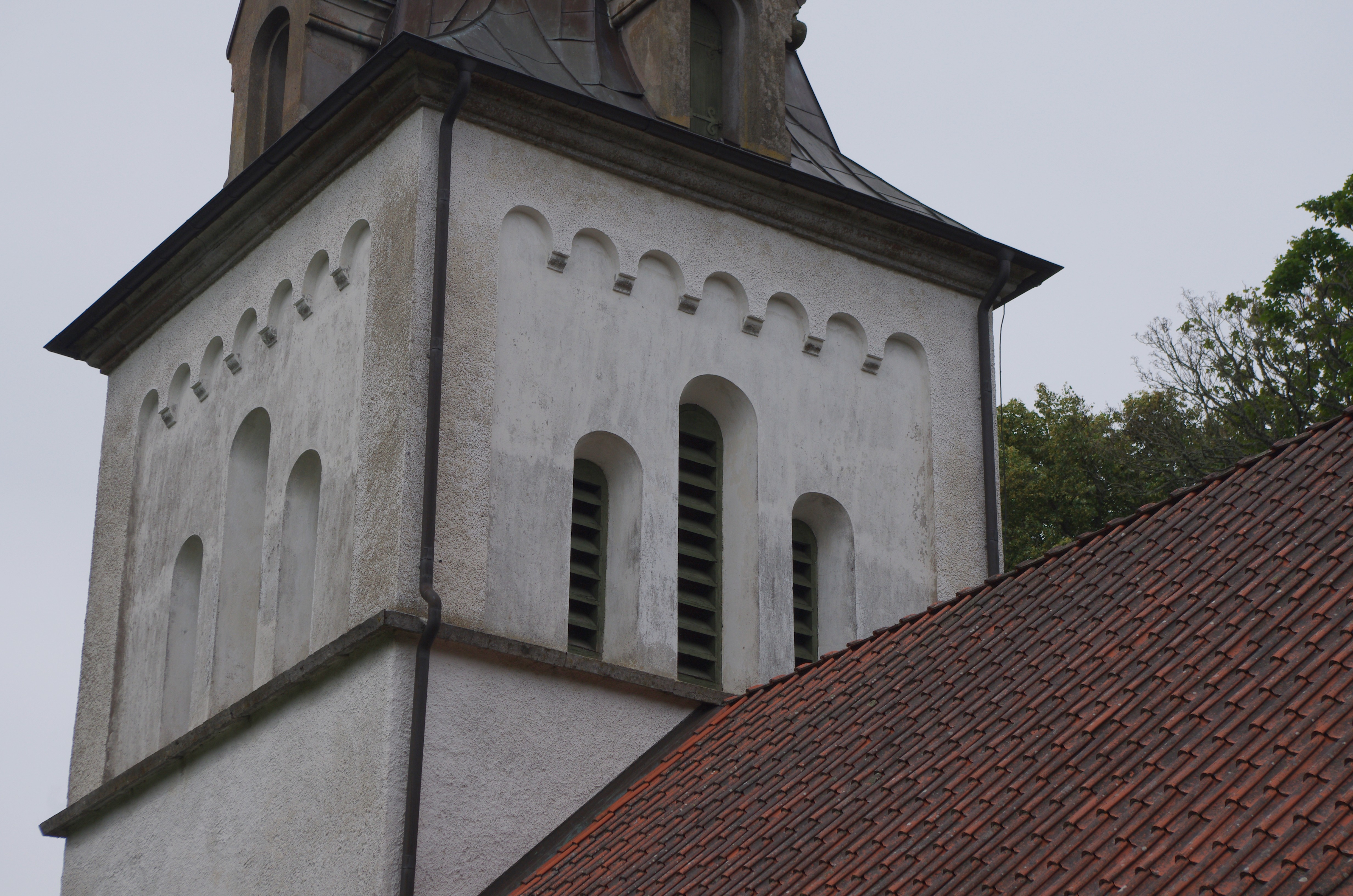
Tornet till Hömbs kyrka
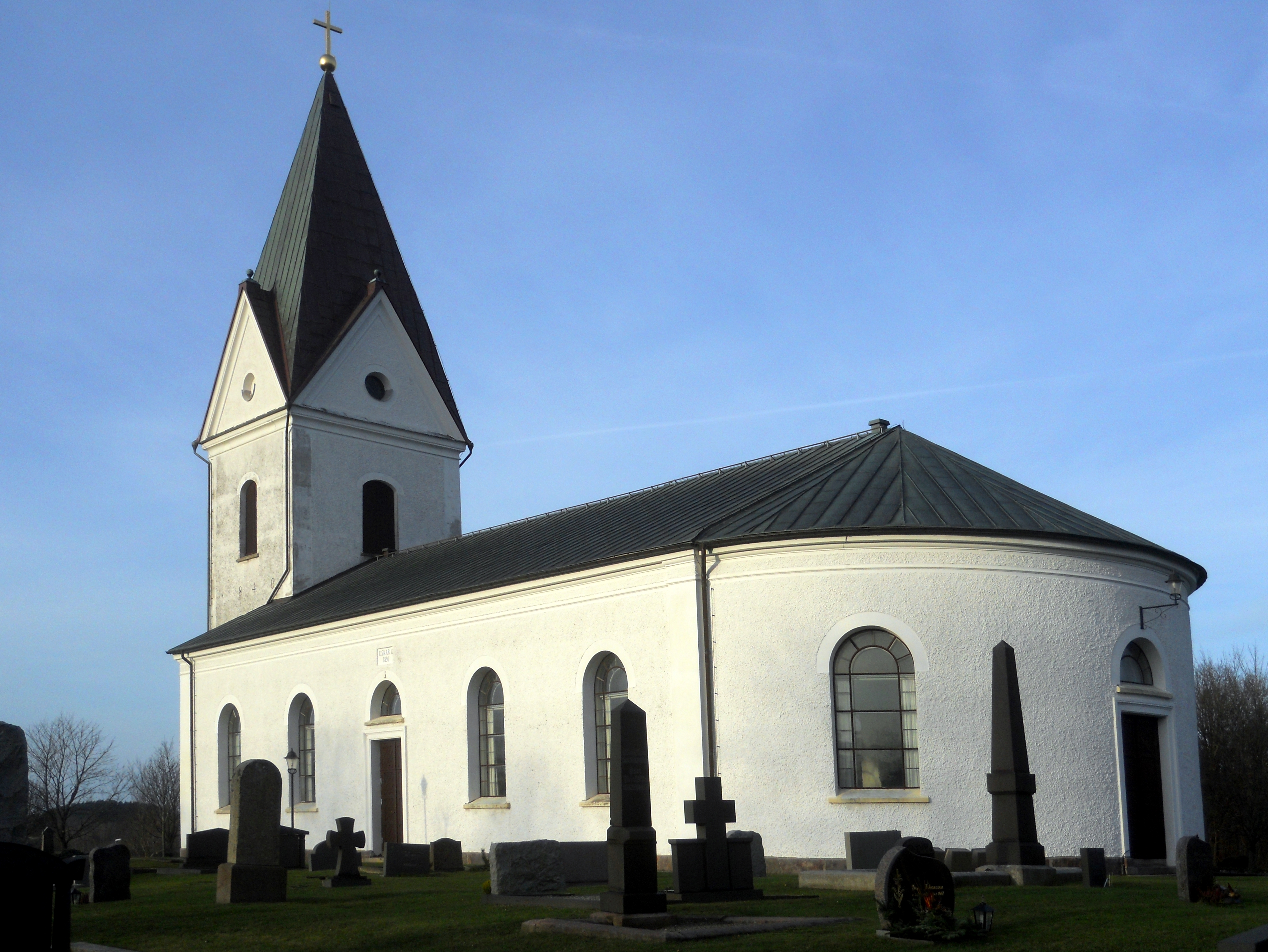
Valinge kyrka
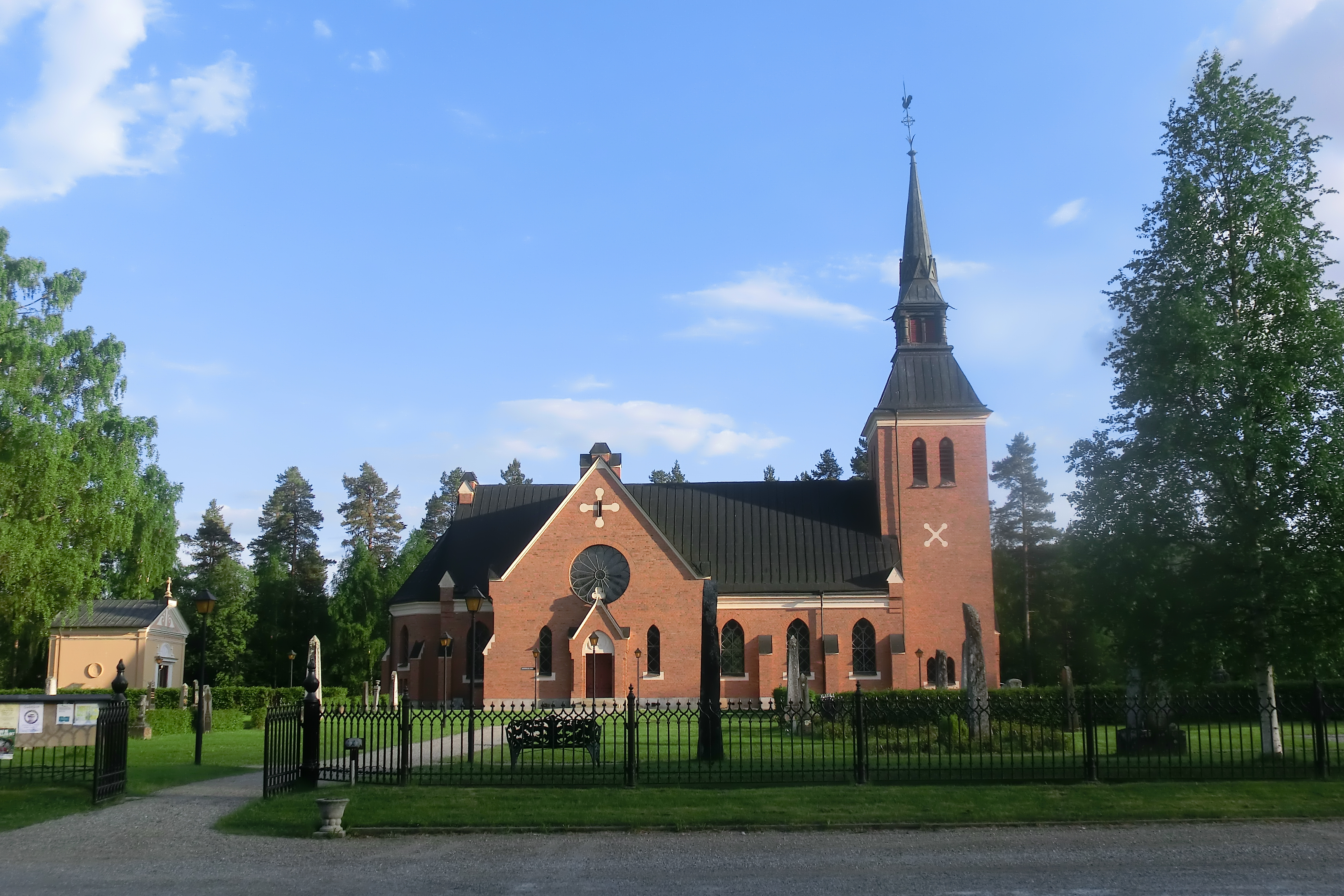
Stuguns nya kyrka
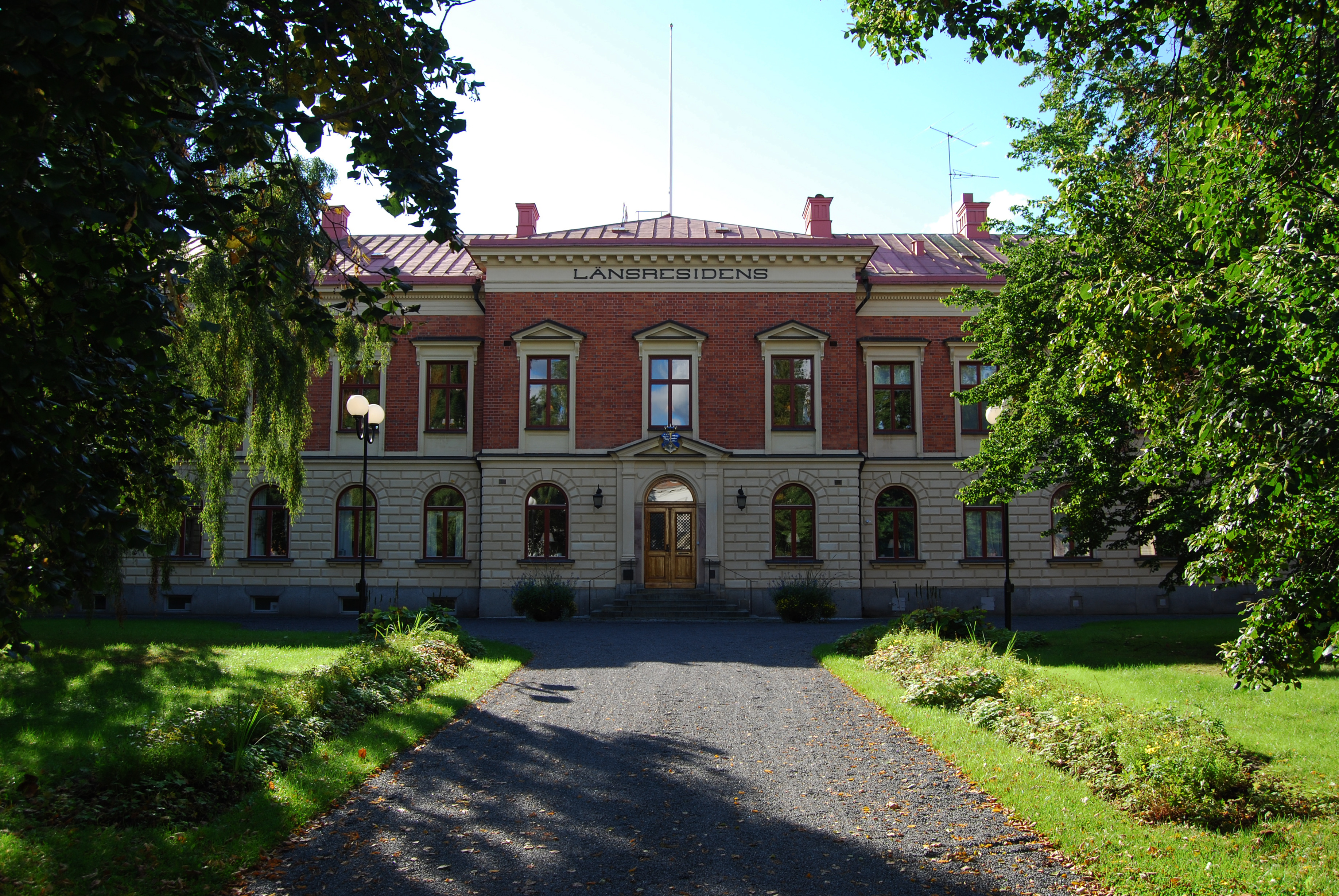
Residenset i Umeå